# Acrosterigma triangulare
Acrosterigma triangulare is een tweekleppigensoort uit de familie van de Cardiidae. De wetenschappelijke naam van de soort is voor het eerst geldig gepubliceerd in 2012 door Raines & Huber.